# Crossfire (film)
Crossfire is een Amerikaanse film noir uit 1947 onder regie van Edward Dmytryk. Destijds werd de film in Nederland uitgebracht onder de titel Kruisverhoor.

## Verhaal
Inspecteur Finlay wordt belast met het onderzoek naar de moord op Joseph Samuels. Hij ontdekt dat de dader wellicht een ex-soldaat is. Sergeant Keeley is bang dat zijn vriend Mitch de hoofdverdachte zal zijn en gaat zelf op onderzoek uit. Elke soldaat die door de mannen aan de tand wordt gevoeld, vertelt zijn eigen relaas van de gebeurtenissen. Aan de hand van die getuigenissen moeten Finlay en Keeley achterhalen hoe de vork in de steel zit.

## Rolverdeling
| Acteur           | Personage       |
| ---------------- | --------------- |
| Robert Young     | Finlay          |
| Robert Mitchum   | Keeley          |
| Robert Ryan      | Montgomery      |
| Gloria Grahame   | Ginny           |
| Paul Kelly       | Tremaine        |
| Sam Levene       | Samuels         |
| Jacqueline White | Mary Mitchell   |
| Steve Brodie     | Floyd           |
| George Cooper    | Mitchell Arthur |
| Richard Benedict | Inspecteur      |
| Tom Keene        | Leroy           |
| Lex Barker       | Harry           |
| Marlo Dwyer      | Juffrouw Lewis  |

## Prijzen en nominaties
| Jaar | Prijs   | Categorie                | Genomineerde(n) | Uitslag     |
| ---- | ------- | ------------------------ | --------------- | ----------- |
| 1947 | Oscars  | Beste regie              | Edward Dmytryk  | Genomineerd |
| 1947 | Oscars  | Beste film               | Adrian Scott    | Genomineerd |
| 1947 | Oscars  | Beste mannelijke bijrol  | Robert Ryan     | Genomineerd |
| 1947 | Oscars  | Beste vrouwelijke bijrol | Gloria Grahame  | Genomineerd |
| 1947 | Oscars  | Beste bewerkte scenario  | John Paxton     | Genomineerd |
| 1948 | BAFTA's | Beste film               | Edward Dmytryk  | Genomineerd |